# Белоярское (Сумская область)
Белоярское (укр. Білоярське) — село,
Ольшанский сельский совет,
Недригайловский район,
Сумская область,
Украина.
Код КОАТУУ — 5923584402. Население по переписи 2001 года составляло 197 человек.

## Географическое положение
Село Белоярское находится в 3-х км от левого берего реки Ольшанка.
На расстоянии до 1 км расположены сёла Пушкарщина, Шаповалово, Немудруи и Фартушино.
По селу протекает пересыхающий ручей с запрудой.

## Экономика
- Молочно-товарная ферма.